# James P. Gorman
James Patrick Gorman, född 14 juli 1958, är en australisk-amerikansk företagsledare som är styrelseordförande och VD för investmentbanken Morgan Stanley.
Han avlade en juristexamen vid University of Melbourne och började arbeta som advokat. I ett senare skede åkte han till USA och avlade en master of business administration vid Columbia Business School. Efter det fick Gorman anställning hos konsultföretaget McKinsey & Company. Efter att han var där ett tag gick han vidare och hade höga chefsbefattningar inom finansbolaget Merrill Lynch. I februari 2006 började Gorman arbeta för Morgan Stanley som president och COO för deras kapitalförvaltning, cirka 20 månader senare fick han utökade arbetsuppgifter och fick delad chefsroll för investmentbankens strategiska planeringsavdelning. Två månader senare blev Gorman utsedd till att vara delad president för koncernen. I januari 2010 blev han VD och två år senare tog han även över styrelseordförandeposten.
Gorman sitter också som ledamot i bland annat Federal Reserve Bank of New York och Council on Foreign Relations.